# Hou Kirke (Aalborg Kommune)
 For alternative betydninger, se Hou Kirke. (Se også artikler, som begynder med Hou Kirke)
Hou Kirke er en kirke i Hou Sogn, der hører under Aalborg Stift og ligger i Aalborg Kommune og Kær Herred.
Hou fik først sin egen kirke i 1900. Indtil da måtte houboerne tage til gudstjeneste i Hals Kirke. I slutningen af 1800-tallet kom sognepræsten fra Hals dog en gang om måneden til Hou og forrettede gudstjeneste på Hou Skole eller under åben himmel, når vejret tillod det. I 1895 besluttede man at opføre en kirke i Hou på "Rævemarken". Der var imidlertid en del uenighed om placeringen, da der, som navnet antyder, var mange rævegrave i området, og en del houboere brød sig ikke om tanken om eventuelt at skulle dele grav med de firbenede. Hou Kirke har i dag sit eget menighedsråd, men deler stadig præst med Hals som en del af Hals Pastorat. Nu kommer præsten dog hver søndag, og når der ellers er brug for det. Der afholdes også koncerter i kirken.

## Billedgalleri Hou Kirke
- Kirken set fra nordøst med koret i forgrunden
- Kirkeskibet set mod koret
- Altertavlen af Caja Prytz fra 1906[1]

- Prædikestolen
- Døbefonten
- Orglet

- Krucifiks

## Præsterne ved kirken
|                              | Præstens navn                  | Tiltrådt | Fratrådt |
| ---------------------------- | ------------------------------ | -------- | -------- |
|                              | Hans Julius Alfred Christensen | 1900     | 1913     |
| Hans Christoffersen Blessing | 1913                           | 1918     |          |
| Johan Frederik Halberg       | 1918                           | 1925     |          |
| Hans Christian Skjerk        | 1925                           | 1936     |          |
| Einar Nielsen                | 1936                           | 1965     |          |
| Samuel Fibiger Jensen        | 1965                           | 1974     |          |
| Frantz Erik Lange            | 1974                           | 1993     |          |
| Asger Sten Mørck             | 1993                           | 1999     |          |
| Jørgen Bendixen              | 1999                           | 2006     |          |
| Pia Søgaard Hansen           | 2004                           | 2007     |          |
| Sophie Nordentoft            | 2006                           | -        |          |
| Christian Roar Pedersen      | 2007                           | -        |          |

## Eksterne kilder og henvisninger
- Hou Kirke hos KortTilKirken.dk